# Kościół Ewangelicko-Luterański w Brazylii
Kościół Ewangelicko-Luterański w Brazylii (port. Igreja Evangélica Luterana do Brasil) – konserwatywny Kościół luterański w Brazylii. Kościół rozpoczął swoją działalność w 1900 roku, a w 2018 roku liczył 244,7 tys. członków w ponad 2000 zborach, co czyni go drugim co do wielkości Kościołem luterańskim w Brazylii.
Kościół Ewangelicko-Luterański w Brazylii został zapoczątkowany przez misjonarza Christiana J. Brodersa wysłanego przez Kościół Luterański Synodu Missouri, z USA. Badanie z 2010 roku sugeruje, że połowa członków zamieszkuje w stanie Rio Grande do Sul, poza tym Kościół większość członków ma w stanach Parana i Santa Catarina.
Kościół jest członkiem Międzynarodowej Rady Luterańskiej. 